# Gio Enrico Vaymer
Gio (o Giovanni) Enrico Vaymer (Genova, 17 marzo 1665 – Genova, novembre 1738) è stato un pittore italiano.

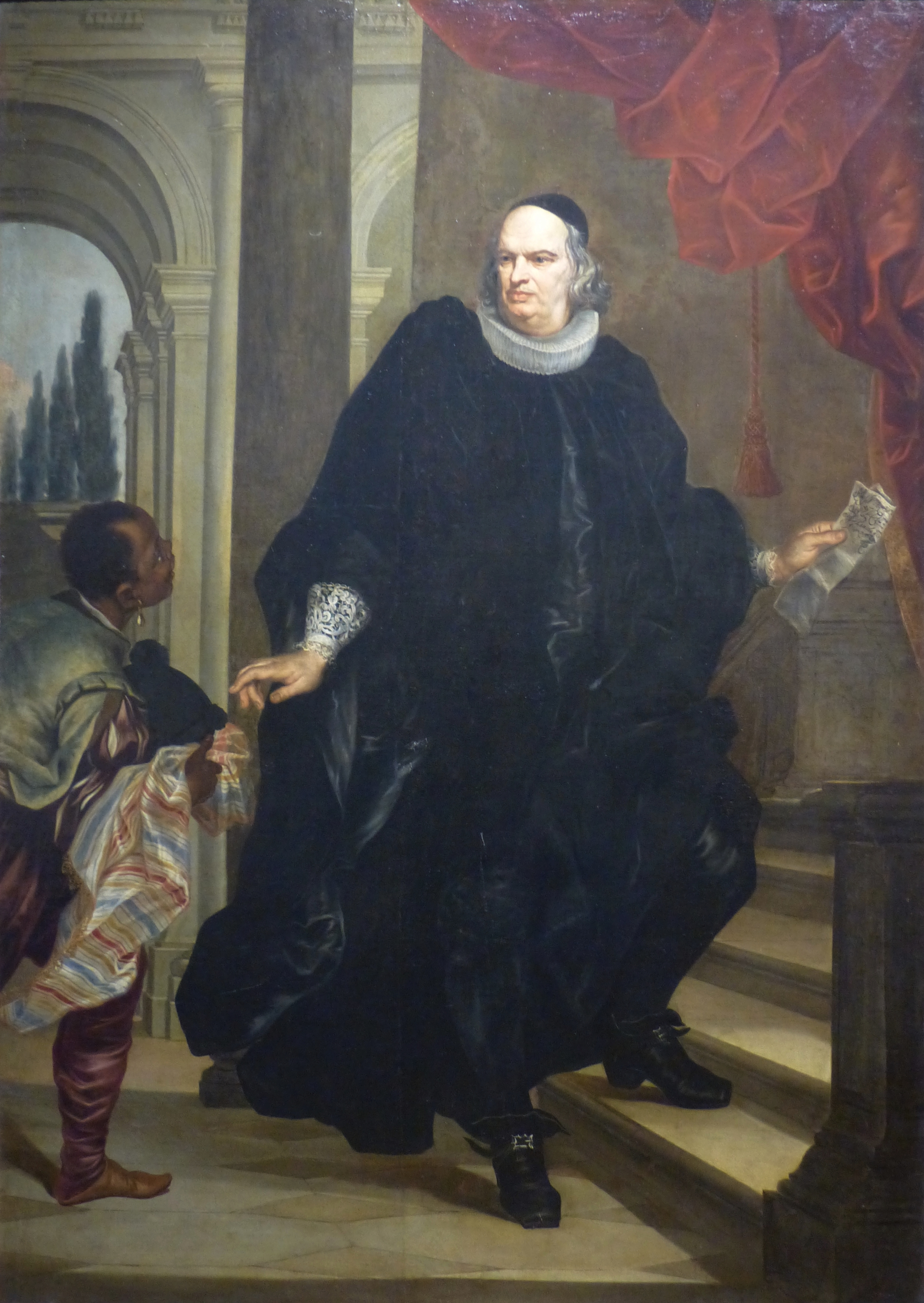
Paolo Gerolamo Franzone, Nîmes (Gard, France) Beaux-Arts museum

Figlio di Endryck Vaymer, intagliatore nativo di Kiel che durante un viaggio a Roma conobbe e sposo' Paola Ricci di Genova.
Il primo maestro Giovanni Enrico fu il padre Endryck, che dotato di una vasta cultura figurativa, lo istrui' "nel disegno di cose alla proffession sua pertinenti".